# Alaptus aegyptiacus
Alaptus aegyptiacus är en stekelart som beskrevs av Soyka 1950. Alaptus aegyptiacus ingår i släktet Alaptus och familjen dvärgsteklar.
Artens utbredningsområde är Egypten. Inga underarter finns listade i Catalogue of Life.